# باييا

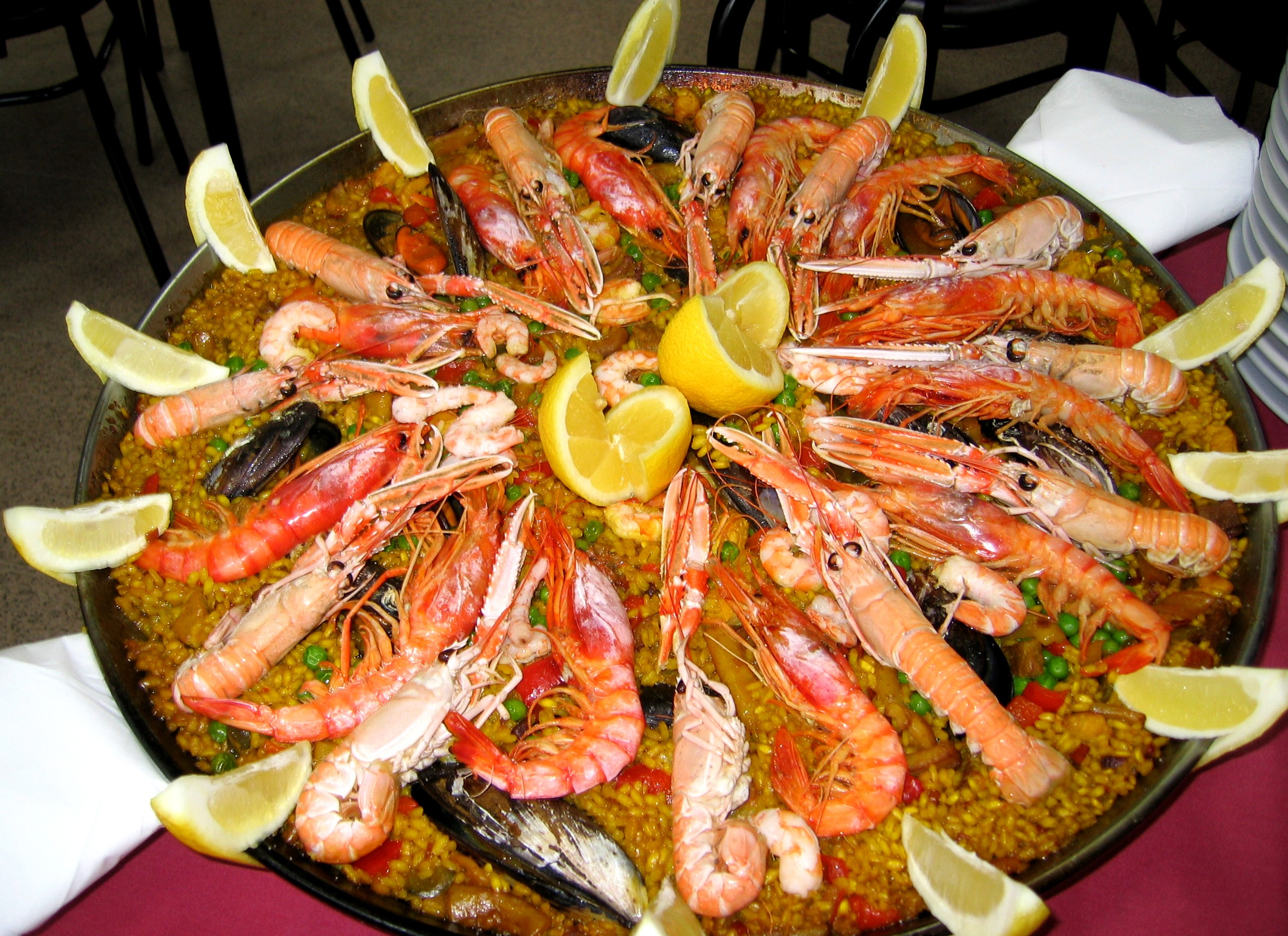
باييلا

باييّلا (بالإسبانية: Paella، اسم مشتق من كلمة «بقايا» العربية) طبق أرز أسباني ويعتبر أحد أشهر الأطباق ذات الأصول أندلسية، ويرجع منشؤها إلى مدينة بلنسية. قد تكون «الباييّا» محضرة بالخضراوات أو اللحوم أو بالأسماك. ويدعى الطبق المحضر مع الأسماك في المنطقة العربية «الصياديّة» أو «أرز السمك».
تتميّز أيضا بأنواع عديدة تختلف في شكلها ولونها ومذاقها وطريقة تحضيرها من منطقه لأخرى، مما جعل من هذا الطبق المتواضع طبقا من أشهر الأطباق الإسبانية والعالمية التي تستقطب أعدادا من السيّاح طالبين التمتع بآخر ما توصل إليه فن الطبخ الإسباني من إبداع جديد، ويتسابق أمهر المهنيين على وضع لمساتهم الشخصية عليه.

## أصل التسمية
ولهذه الأكله قصتين:
القصة الأولى: وهي من أيام ملوك الأندلس وبعد أن ياكل الملوك والأمراء الأندلسيين الأكل من كل ما تشتهي الأنفس مثل السمك واللحم والدجاج والأرز، وكل كان يتم وضع بقية الأكل لياكله الفقراء، بعد أن تكون قد اختلط الأرز بالسمك والدجاج واللحم فأصبحت الباييا أو البقايا، والذي اشتق منه فيما بعد لفظ (La Paella).
يرجع تاريخ البقية لأيام الخلافة الأموية في الأندلس، فقد كان أمراء الأندلس وكذلك الموسرين من أهل الأندلس عندما ينتهون من ولائمهم يأخذون ما تبقى من الطعام ويعطونه للفقراء من أهل الأندلس، وكان الأرز يختلط باللحم والدجاج وخضروات متنوعة. وتعود الناس عليها إلا أن توصل الأمر لأن تصبح البقية طبقا شعبيا يتفنن الإسبانيون في عملها، فهناك البقية بالرز والبقية بالقمح والبقية بالمعكرونة، إلا أن أفضل أنواعها وألذها مذاقا هي البقية البلنسية والتي يتقنها أهل بلنسيا.
ويقال إن أحد الحكام الأندلسيين دخل إلى المطبخ فوجد الخدم يتناولون طعامهم، فتذوقه ووجده لذيذا، وسألهم عن اسم الأكلة، فقالوا له انها مجرد بقية، أي بقايا الطعام تم مزجه في صحن واحد، ومنذ ذلك الوقت أصبح الحاكم الأندلسي يطلب من الطباخين ان يعدوا له الطبق نفسه، حتى أصبحت أكلة قائمة بذاتها، أساسها الأرز.
* القصة الثانية:
يقول البعض إن طبق La Paella يعود إلى الحقبة الإسلامية، التي استمرت في إسبانيا قرابة ثمان قرون وحكمت معظم شبه الجزيرة الأيبيرية، واستمد اسمه من اللغة العربية وبالتحديد من كلمة بقيّة أو بقايا. كما يقال أنه جرت العادة على استعمال الأرز الذي يكثر في إقليم بالنسيا الإسباني، ويقال أن العرب هم الذين أدخلوا الأرز إلى إسبانيا في القرن الثامن وخصوصا إلى منطقة شرق الأندلس أي بلنسية، ثم يضاف ما تبقّى من بقيّة الطعام. ولكن هناك آخرون يعتقدون أن هذا خطأ يعود إلى عدم معرفة اللغة المحلية التي يتكلّمها أهل بالنسيا. فعبارة (La Paella) باللغة المحلية البالنسية تعني (مقلاة) باللغة العربية، نسبة إلى الوعاء المقلاة الذي يستخدم لتحضير هذا الطبق، وهي مقلاه شبيهه جدا بالمقلاة التقليدية، ولكن لها مسكتان على الجانبين وليس مسكة واحدة، وتأتي هذه العبارة من الكلمة اللاتينية (Patella) التي تعني نفس الشيء، ويلاحظ أن عبارتي (Poêlle) الفرنسية (Padilla) الإسبانية تعنيان نفس الشيء أيضا، ويعود أصلهما إلى اللفظ اللاتيني المذكور سابقا.
و قد ارتبط (La Paella) قديما بالمنطقة أو الفصل، فإذا كانت المنطقة جبلية، فإنها تتميز بلحم الدواجن أو الأرانب أو ما توفر من الحيوانات الداجنة، أما إذا كانت ساحلية، فإنها تتميز بالأسماك على أنواعها. ومع اختلاف المناطق والفصول فتظهر أنواعا عدة لا تحصى من (La Paella) إلى حد جعل سكان بلنسية يؤكدون أنه ليس لهذا الطبق وصفة محدّدة وإنما بالإمكان أن تطلق العنان لمخيلتك وبراعتك شرط ألا يغيب الأرز والزعفران والمقلاة، التي لا بد من استخدامها في إعداد هذا الطبق.

## طريقة عملها
تتكون باييّا فالنسيا من الأرز والزعفران ولحم أرانب أو دجاج، وتقطع اللحوم في حجم صغير مناسب لفتحة الفم. والخضروات الفلفل الأحمر والفلفل الأصفر الرومي والكوسة. والفاصولياء الخضراء والفاصوليا البيضاء والبازلاء ومسحوق الطماطم، وقد يضاف الخرشوف. وأخيرا يضاف بلح البحر والجمبري.
يحمر الثوم والبصل المخرط صغيرا مع اللحوم المقطعة في قليل من زيت الزيتون مدة 20 دقيقة. ثم تضاف الخضروات المقطعة صغيرا والفاصوليا البيضاء المنقوعة وماء كثير والملح والفلفل الأسود، وكمية من الأرز الجاف كافية لامتصاص السائل (نسبة 1أرز إلى 2 ماء)، ويضاف مسحوق الطماطم والزعفران وتترك تغلى بدون غطاء لمدة 25 دقيقة يتشرب فيها الأرز السائل. قبل نهاية عملية الطبخ بمدة 5 دقائق يخلط الجنبري وبلح البحر (القواقع) ويقلب المخلوط مرة أخيرة على النار.